# Dalibor (opera)
Dalibor je opera o třech dějstvích Bedřicha Smetany na libreto Němce Josefa Wenziga v překladu Ervína Špindlera. Smetana ji napsal v letech 1866–1867, premiéru měla 16. května 1868 v Novoměstském divadle v Praze při příležitosti položení základního kamene Národního divadla. Operu dirigoval sám Bedřich Smetana.
Hlavní postavou stejnojmenné opery je postava z české historie – rytíř Dalibor z Kozojed, který byl vězněn za vlády Vladislava II. Jagelonského ve věži Pražského hradu, nazvané podle této události Daliborka.

## Osoby a první obsazení
| osoba                                                            | hlasový obor | premiéra (16.5.1868)  |
| ---------------------------------------------------------------- | ------------ | --------------------- |
| Vladislav, král český                                            | baryton      | Josef Lev             |
| Dalibor, rytíř                                                   | tenor        | Jan Ludevít Lukes     |
| Budivoj, velitel královské hradní stráže                         | baryton      | Vojtěch Šebesta       |
| Beneš, žalářník                                                  | bas          | Josef Paleček         |
| Vítek, posel Daliborův                                           | tenor        | Antonín Balcar        |
| Milada, sestra purkrabího ploškovického                          | soprán       | Emilie Benevic-Miková |
| Jitka, selské děvče na statcích Daliborových                     | soprán       | Eleonora z Ehrenbergů |
| Soudcové, královští zbrojnoši, poslové a sluhové Daliborovi, lid |              |                       |
| Dirigent: Bedřich Smetana, režisér: Josef Jiří Kolár             |              |                       |

## Děj opery
Odehrává se na Pražském hradě a v okolí roku 1497/1498.

### 1. jednání
(Hradní dvůr obsazený stráží) Lid s napětím čeká na nádvoří: právě se má sejít královský soud k soudu nad rytířem Daliborem. Mezi přítomnými je Jitka, dívka, které se Dalibor ujal coby sirotka a hledal jí vhodného ženicha. Dnes hrozí, že Dalibor bude odsouzen do vězení či dokonce k smrti. Avšak Jitka je odhodlána s pomocí svých druhů ho osvobodit (scéna se sborem Dnes ortel bude provolán a recitativem a árií Jitky Opuštěného sirotka malého … Ze žaláře pokyne záře).
Slavnostně přicházejí král Vladislav a soudcové. Vladislav předkládá podstatu věci: Dalibor svévolně ruší zemský mír, přepadl se svým vojskem královský hrad Ploškovice a zabil tamějšího purkrabího. Sestra zemřelého, Milada, se obrátila na krále, který vyslal proti Daliborovi vojsko, porazil jeho stoupence a Dalibor se mu musel poddat. Pak dává král slovo Miladě jako žalobkyni (recitativ-arioso Již víte, jak to krásné království). Milada předstupuje a barvitě popisuje Daliborův přepad Ploškovic a to, jak našla svého bratra smrtelně raněného. Pak se jí s pomocí věrného panoše podařilo uniknout. Žádá Daliborovo potrestání (árie Můj duch se děsí … Pohasnul den a v hradě).
Na králův pokyn je přiveden spoutaný Dalibor. Jeho hrdé chování zapůsobí na shromážděné včetně Milady, která měla zprvu strach setkat se s vrahem svého bratra. Král Dalibora vyzývá k obhajobě, ale Dalibor ničeho nelituje a popisuje události ze svého hlediska. Měl milovaného přítele Zdeňka, mistra ve hře na housle. Dalibor již dlouho vedl půtku s městem Litoměřice a v jednom z bojů byl Zdeněk zajat a pak popraven a jeho hlava nabodnuta na kůl na městských hradbách. Dalibor od té doby stíhal zuřivě své nepřátele, a protože Ploškovice Litoměřicům pomáhaly, dobyl je a na purkrabím pomstil Zdeňkovu smrt (recitativ a árie Zapírat nechci, nejsem zvyklý lháti … Když Zdeněk můj ve svatém nadšení). Král jej viní, že své právo prosazoval zločinem, ale Dalibor je odhodlán mstít Zdeňka sám a nikdo mu v tom nesmí stát v cestě – ani sám král, chce-li sedět pevně na svém trůně! Po takové opovážlivosti vynáší soud jasný rozsudek: rytíř má doživotně hynout v žaláři. Daliborovi na životě už nezáleží a odchází se vzpomínkou na Zdeňka, se kterým se brzy shledá (arieta Slyšels to, příteli, tam v nebes kůru?). Lid je očarován udatným rebelem a nejvíce ze všech Milada, která se vrhá králi a soudcům k nohám a prosí o milost pro Dalibora, je však odmítnuta (ansámbl U svých mne zde vidíte nohou! … Pořádek, zákon vlásti musí).
Všichni odejdou, jen Milada je dosud v nenadálém a nevysvětlitelném rozčilení. Pozoruje ji Jitka a osvětlí jí, že to, co Milada cítí, je láska. Získává Miladu pro svůj plán Dalibora osvobodit (Miladin zpěv Jaká to bouře ňadra mi plní a duet Toť láska! … Ze žaláře pokyne záře).

### 2. jednání
(1. obraz – Silnice v dolním městě s krčmou) Nájemní zbrojnoši popíjejí a prozpěvují si (sbor Ba, nejveselejší je tento svět). Vede je Jitčin milý Vítek. Jitka ho zde vyhledá. Oba se zamilovaně těší se shledání a pak Jitka Vítkovi vypráví svůj plán: Daliborova žalobkyně Milada k němu zahořela láskou, jako žebrácký hoch s varytem se vloudila na hrad a slídí kolem stráží. Až dá svým spojencům zprávu, tu noc mají jít Daliborovi na pomoc (duet Dle této písně poznávám je vždy … Ta duše, ta touha). Zbrojnoši se vracejí, škádlivě zdraví Jitku a ta jim oplácí lichotky. Na chvíli všichni zvážní v myšlence na „svou věc“, v níž doufají zvítězit, ale pak si Vítek odvádí Jitku domů a zbrojnoši se vracejí do krčmy, již hodlají vypít do dna (ansámbl Ba, nejveselejší je tento svět … Sláva tobě, Vítka nevěsto milá).
(2. obraz – Vnitřní prostora hradu s bytem žalářníka) Velitel královské stráže Budivoj klade žalářníkovi Benešovi na srdce nejvyšší ostražitost: Dalibor má odhodlané stoupence, kteří by se ho mohli pokusit osvobodit. S podezřením hledí na procházející Miladu v přestrojení za chlapce. Beneš vypráví, že je to žebravý hoch, kterého se ujal a vzal ho za sluhu – žije sám a těší ho chlapcův zpěv. Když Budivoj odejde, stěžuje si Beneš na truchlivý život žalářníka (dialog Největší bedlivosti třeba a Benešova árie Ach, jak těžký žalářníka život jest).

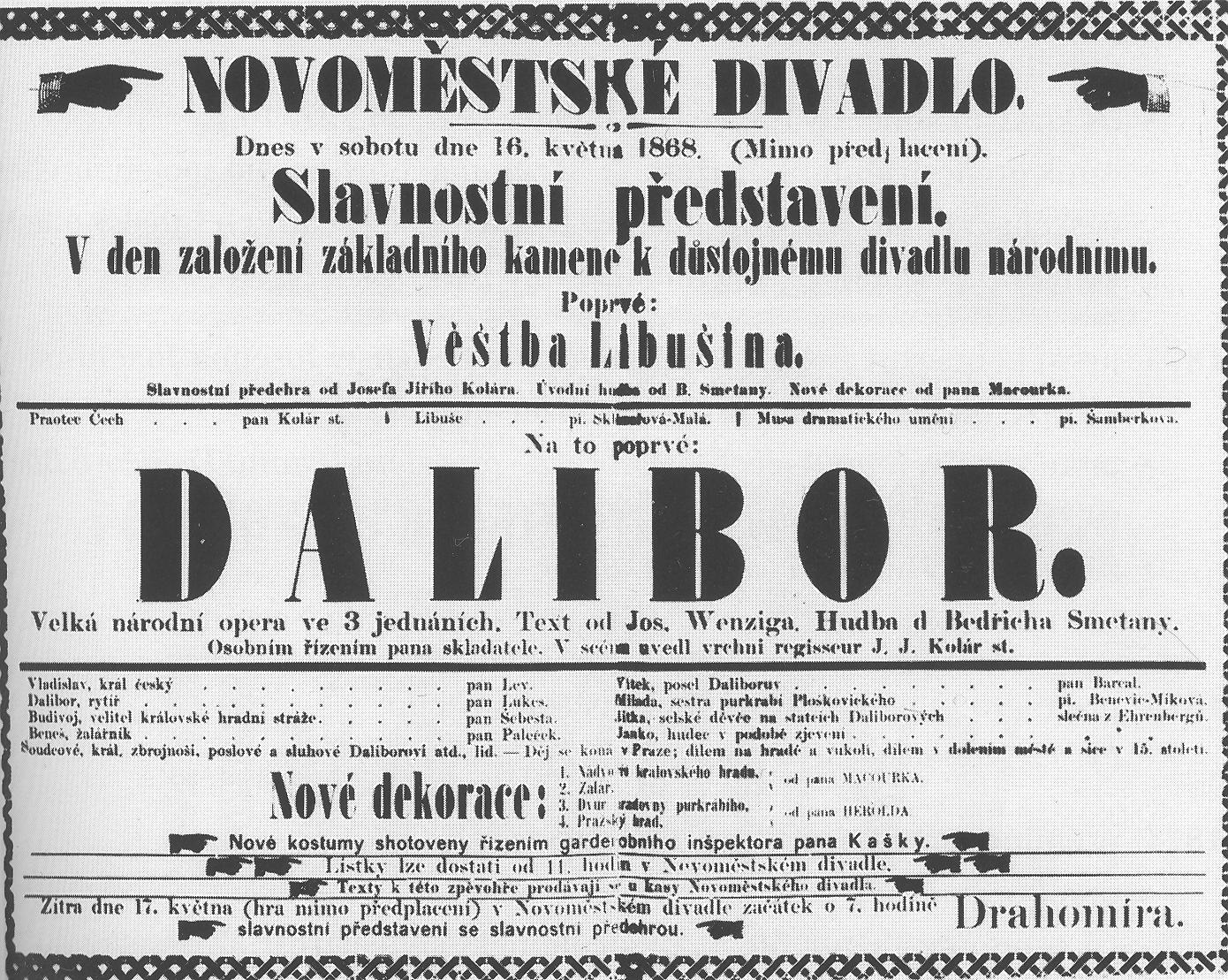
Plakát inzerující premiéru Dalibora 16. května 1868 v Novoměstském divadle v Praze

Milada přibíhá s košem potravin a hlásí, že je všechna práce hotova. Beneš má však ještě jeden úkol, než zasedne k večeři. Vypráví Miladě, že dole v kobce strádá rytíř Dalibor, který ho v zoufalství často prosil o nějaké housle. Beneš chápe – který Čech by hudbu neměl rád – a proto mu chce donést svůj vlastní starý nástroj. Milada se nabízí, že je odnese sama, a Beneš souhlasí. Zatímco odchází hledat nástroj, Milada jásá nad dlouho očekávanou příležitostí a prosí Boha o svobodu pro Dalibora jejím přičiněním (duet Hotovo všechno, recitativ Ještě mám cos na starosti a Miladina árie Jak je mi?). Beneš se vrací, předává Miladě housle a komentuje její rozechvění, které Milada vysvětluje očekáváním radosti rytíře nad houslemi. Beneš a Milada se tedy rozcházejí (scéna a duet Zde jsou ty housle! … Ano, bude míti radost).
(3. obraz – Tmavý žalář) Dalibor spí a zdá se mu o Zdeňkovi hrajícím na housle (instrumentální mezihra s houslovým sólem). Dalibor se budí a touží po Zdeňkově přítomnosti, nebo alespoň po nástroji, který by mu ho připomínal (árie Nebyl to on zas? Nebyl to zas Zdeněk?). Objeví se Milada a předává mu kýžené housle. Dalibor se jich hned zmocní, vine je k srdci a oslovuje Zdeňka. Pak si ale všimne chlapce, který je přinesl, a ptá se ho, kdo je. Milada se mu dává poznat jako žena, která ho z pomsty udala, ale teď toho lituje a chce mu pomoci na svobodu. Dalibor jí promíjí a náhradou za zabitého bratra chce Miladě být „bratrem, přítelem a vším“. Oba si padají do náruče k věčnému svazku duší (dialog Vám tento chudý dárek z ruky mé a duet Ó nevýslovné štěstí lásky).

### 3. jednání
(1. obraz – Královská síň) Budivoj přednáší králi a jím svolaným soudcům zprávu o vzpouře chystané za účelem osvobození Dalibora (zpěv Přeslavný králi, pánové přejasní!). Jako svědka povolává Beneše, který vypráví o mládenci, jehož přijal do služby. Ukázalo se však, že to byl zrádce a vyzvědač; dnes zmizel a zanechal jen měšec s úplatkem za mlčení, který však službě oddaný – a mladíkovou zradou zdrcený – Beneš nemůže přijmout (árie Beneše Čtyřicet let již tomu bude). Vladislav předává věc k rozhodnutí soudcům a stranou si stýská na obtížný život panovníka, který by rád v míru plnil své povinnosti k blahu národa, ale je nucen i bojovat a trestat (recitativ a árie V tak pozdní dobu povolal jsem vás … Krásný to cíl, jenž panovníku kyne). Soudcové mezitím došli k závěru: nechat Dalibora naživu je nebezpečím pro stát, proto je třeba ho ihned potají popravit. Vladislav vznáší námitky, ale ustupuje argumentu, že bez Daliborovy smrti nebude v zemi míru. Stanoví však podmínku, aby poprava byla přiměřená Daliborovu stavu (scéna Jste již u konce? … Vidím, že milost slabostí by byla).
(2. obraz – Daliborův žalář) Dalibor zbavený okovů stojí u okna s prořezanými mřížemi. Dnešní noci má utéci a vzrušeně se hotoví k dokonání pomsty za Zdeňka (árie Toť třetí noc, kterou mi naznačila … Ha, kým to kouzlem). Ale když má dát houslemi smluvené znamení, praskne mu struna – a vzápětí vchází Budivoj se strážemi a sděluje Daliborovi, že zrada byla odhalena. Dalibor strne, ale s úlevou se dozvídá, že „chlapec“ beze stopy zmizel. Budivoj mu pak oznamuje bezprostředně nadcházející popravu. Dalibor je nejprve překvapen a zděšen, pak se ale vzchopí a odchází na smrt hrdě a směle (dialog Ha, ký to ďas? , árie Nuž, buď si tak! a pochod).
(3. obraz – Před věží, noc) Milada, Jitka, zbrojnoši a zvědavý lid čekají nedočkavě na Daliborův signál. Tu ale zazní umíráček a zpěv mnichů provázejících Dalibora na popraviště. Milada seznává, že Dalibor byl prozrazen, a vede zbrojnoše do zoufalé bitvy (scéna Milady, Jitky a sboru Nezaslechli jste ještě houslí zvuky?, sbor mnichů Život je pouhý klam a mam a Miladin zpěv Ha, on je prozrazen). Lid sleduje a dohaduje se výsledku (sbor žen Jako lvi v příval boje).
Po chvíli z hradu vychází Dalibor – podařilo se ho osvobodit, ale Milada byla smrtelně zraněna a umírá Daliborovi v náručí. Jitka a ostatní ženy nad Miladou truchlí (duet Dalibora a Milady Milado! – Kde jsem to? a sbor žen Hle, ta rajská Vesny růže). Z hradu vystupuje Budivoj s vojskem, které nad Daliborovými zbrojnoši zvítězilo. Vyzývá Dalibora, aby se vzdal, ale ten se s nimi dává do beznadějného boje a vzápětí klesá mrtev s nadějí na setkání se Zdeňkem i s Miladou na onom světě (závěrečná scéna Nepřátel zástup poražen a zbit).

## Nahrávky
- 1946 (rozhlasová nahrávka, rekonstruováno 2007, CD Společnost Beno Blachuta SBB 011-13-02) Zpívají: (Vladislav) Stanislav Muž, (Dalibor) Beno Blachut, (Budivoj) Teodor Šrubař, (Beneš) Eduard Haken, (Vítek) Oldřich Kovář, (Milada) Zdenka Hrnčířová, (Jitka) Štěpánka Jelínková, (jeden ze soudců) Emil Bergmann. Sbor a orchestr Národního divadla v Praze řídí Jaroslav Krombholc [1]
- 1950 (Supraphon. pův. LP (1950) DV 5085-87 G, CD vydáno 2001, SU 3541-2 602) Zpívají: (Vladislav) Václav Bednář, (Dalibor) Beno Blachut, (Budivoj) Teodor Šrubař, (Beneš) Karel Kalaš, (Vítek) Antonín Votava, (Milada) Marie Podvalová, (Jitka) Štefa Petrová, (jeden ze soudců) Karel Kalaš. Sbor a orchestr Národního divadla v Praze řídí Jaroslav Krombholc
- 1967 (Supraphon. pův. LP (1968) …, CD vydáno ..., SU 11 2185-2 612) Zpívají: (Vladislav) Jindřich Jindrák, (Dalibor) Vilém Přibyl, (Budivoj) Antonín Švorc, (Beneš) Jaroslav Horáček, (Vítek) Zdeněk Švehla, (Milada) Naděžda Kniplová, (Jitka) Hana Svobodová-Janků, (jeden ze soudců) Dalibor Jedlička. Sbor a orchestr Národního divadla v Praze řídí Jaroslav Krombholc
- 1969 (Intermusic. CD vydáno 2006 Gala, GL 100.785) Zpívají: (Vladislav) Gwyn Griffiths, (Dalibor) Robert Jones, (Budivoj) Gordon Farrall, (Beneš) Don Garrard, (Vítek) Joseph Ward, (Milada) Pauline Tinsley, (Jitka) April Cantelo, (jeden ze soudců) Harold Lumb. Sbor a orchestr BBC řídí Vilém Tauský. Zpíváno v angličtině
- 1969 (Allegro. CD vydáno 1998, RCA; 2005 Opera d'Oro, OPD-1434. Živá nahrávka z Vídeňské státní opery) Zpívají: (Vladislav) Eberhard Wächter, (Dalibor) Ludovic Spiess, (Budivoj) Oskar Czerwenka, (Beneš) Walter Kreppel, (Vítek) Adolf Dallapozza, (Milada) Leonie Rysanek, (Jitka) Lotte Rysanek, (jeden ze soudců) Tugomir Franc. Sbor a orchestr Vídeňské státní opery řídí Josef Krips. Zpíváno v němčině
- 1977 (CD vydáno 2004 Ponto, PO1018. Živá nahrávka z newyorské Carnegie Hall) Zpívají: (Vladislav) Allan Monk, (Dalibor) Nicolaï Gedda, (Budivoj) Harlan Foss, (Beneš) Paul Plishka, (Vítek) John Carpenter, (Milada) Teresa Kubiak, (Jitka) Naďa Šormová, (jeden ze soudců) raymond Gniewek. New York Choral Society a Opera Orchestra New York řídí Eve Quelerová. Zpíváno v angličtině
- 1977 (rozhlasová nahrávka, rekonstruováno 2007, dosud nevydaná) Zpívají: (Vladislav) Jindřich Jindrák, (Dalibor) Vilém Přibyl, (Budivoj) Antonín Švorc, (Beneš) Karel Průša, (Vítek) Miloš Ježil, (Milada) Gita Abrahámová-Hagarová, (Jitka) Daniela Šounová-Brouková, (jeden ze soudců) Bohuslav Maršík. Pěvecký sbor a symfonický orchestr Československého rozhlasu v Praze řídí Jaroslav Krombholc [2]
- 1980 (Supraphon. LP vydáno 1980, SU 1416 2921-3, CD vydáno 2012, SU 4091-2) Zpívají: (Vladislav) Václav Zítek, (Dalibor) Vilém Přibyl, (Budivoj) Bohuslav Maršík, (Beneš) Jaroslav Horáček, (Vítek) Miloš Ježil, (Milada) Eva Děpoltová, (Jitka) Naďa Šormová, (jeden ze soudců) Karel Hanuš. Sbor opery Státního divadla v Brně a Státní filharmonii Brno řídí Václav Smetáček
- 1995 (Supraphon. CD vydáno 1995, SU 0077-2 632) Zpívají: (Vladislav) Ivan Kusnjer, (Dalibor) Leo Marian Vodička, (Budivoj) Vratislav Kříž, (Beneš) Jiří Kalendovský, (Vítek) Miroslav Kopp, (Milada) Eva Urbanová, (Jitka) Jiřina Marková, (jeden ze soudců) Bohuslav Maršík. Sbor a orchestr Národního divadla v Praze řídí Zdeněk Košler
- 1999 (Dynamic. CD vydáno 2000, CDS 295/1-2. Živá nahrávka z Teatro Lírico di Cagliari) Zpívají: (Vladislav) Valeri Alexejev, (Dalibor) Valerij Popov, (Budivoj) Damir Basyrov, (Beneš) Jiří Kalendovský, (Vítek) Valentin Prolat, (Milada) Eva Urbanová, (Jitka) Dagmar Schellenberger, (tři soudci) Carmine Monaco, Alexandr Blagodarnyi, Bruno Pestarino. Sbor a orchestr Teatro Lírico di Cagliari řídí Yoram David.

## Filmové zpracování
V roce 1956 natočil režisér Václav Krška stejnojmenné filmové zpracování opery.

## Dílo online
- WENZIG, Josef. Dalibor. Praha: vl.n., 1868. Dostupné online. Původní vydání libreta ke Smetanově opeře, poprvé provozované „při slavnosti položení základního kamene k velikému národnímu divadlu v Praze, dne 16. května 1868“.
- Toulky operou: Dalibor – Bedřich Smetana – synopse a libreto